# Jacques Forestier
Jacques Ernest Forestier (Èx-los-Bens, Savoia, 27 de juliol de 1890 - París, 17 de març de 1978) va ser un destacat metge francès, especialista en medicina interna.
De jove fou jugador de rugbi a 15, i el 1920 va ser seleccionat per jugar amb la selecció francesa de rugbi a 15 que va prendre part en els Jocs Olímpics d'Anvers, on guanyà la medalla de plata.
Forestier va estudiar medicina a París. Durant la Primera Guerra Mundial va destacar com a metge al front, per la qual cosa va rebre la Creu de Guerra 1914-1918. Posteriorment va treballar a l'Hospital Cochin, on es va interessar per les malalties reumàtiques i llur tractament. El 1928 va participar en la fundació de la societat francesa de reumatologia.
Forestier és recordat per incorporar les sals d'or com a remei per a l'artritis reumatoide i pels seus estudis sobre la polimialgia reumàtica i la hiperostosi vertebral anquilosant.